# Бад Франкенхаузен
Бад-Франкенхаузен (на немски: Bad Frankenhausen/Kyffhäuser) е курортен гард в Тюрингия, Германия, с 8792 жители (2015).
Франкенхаузен е споменат за пръв път през 9 век в документи на манастир Фулда като селище на франките.